# Robin Duke
Robin Duke (St. Catharines, 13 de marzo de 1954) es una actriz, comediante y dobladora canadiense.  Duke es más conocida por su trabajo en la serie de comedia de televisión SCTV y, más tarde, en Saturday Night Live.  Ella cofundó Women Fully Clothed , una compañía de comedia de sketchs que realizó una gira por Canadá.  Ella enseña escritura como miembro de la facultad en Humber College en Toronto y tiene un papel recurrente interpretando a Wendy Kurtz en la comedia de situación Schitt's Creek .

## Vida y carrera
Duke nació en Toronto , Ontario .  Ella fue a la escuela secundaria con Catherine O'Hara en el Instituto Colegial Burnhamthorpe en Etobicoke; se conocieron por primera vez en la clase de la casa.  En 1976, Duke se unió a O'Hara como parte de la versión de Toronto de la comedia teatral The Second City , a la vez que hizo varias apariciones en la serie de televisión de la compañía, SCTV .  Duke se convirtió en un habitual en SCTV desde 1980 hasta 1981.  Se unió al elenco de Saturday Night Live en 1981 cuando O'Hara abandonó repentinamente ese programa. 

### Saturday Night Live (SNL) de NBC(1981–1984)
Duke fue actriz y escritora en SNL desde 1981 hasta 1984.  Duke fue contratado en lugar de Catherine O'Hara, quien fue elegida como miembro del reparto en 1981, pero en su lugar decidió regresar a SCTV .  El personaje más popular de Duke fue probablemente Wendy Whiner , una mujer que, con su marido igualmente llorón ( Joe Piscopo ), molestó a todos los que conoció.  También es recordada por aparecer con el Mr. T como la igualmente extraña "Sra.  T "en un anuncio falso para el producto de la vida real" Sr. y la señora  Mezcla Bloody Mary De T ". 

### Créditos de cine
Duke continuó apareciendo en películas como Club Paradise (1986), Groundhog Day (1993), Stuart Saves His Family (1995) y Portrait of a Serial Monogamist (2015), junto con muchas apariciones en televisión. 

### Créditos de actuación de voz en off
Duke también es la voz de Penny en la serie animada de televisión para niños George y Martha .  Sus otros papeles de voz incluyen: 
- Bob y Margaret
- Betty atómica
- Marvin el caballo del tap-dance

### Mujeres completamente vestidas(2004)
En 2004, Duke, junto con Kathryn Greenwood , Debra McGrath , Jayne Eastwood y Teresa Pavlinek crearon Women Fully Clothed , una compañía de comedia.  El grupo realizó una gira por los Estados Unidos, Canadá y apareció en Escocia en el Festival de Edimburgo.

### Schitt's Creek(2016)
En 2016, Duke tuvo un papel recurrente en Schitt's Creek, interpretando a Wendy Kurtz, dueña de la tienda de ropa en cinco episodios de la temporada 2.  La comedia reunió a Duke con su excompañero de SCTV, Eugene Levy , y con Catherine O'Hara, a quien ella había reemplazado tanto en SCTV como en Saturday Night Live .